# Liste von Persönlichkeiten der Stadt Wesel
Diese Liste von Persönlichkeiten der Stadt Wesel umfasst die Bürgermeister, Ehrenbürger, Söhne und Töchter der Stadt sowie weitere Persönlichkeiten mit Bezug zur Stadt.

## Bürgermeister

### Bürgermeister von 1808 bis 1945
- 1808–1814: Johann Hermann Westermann
- 1814–1840: Christian Adolphi
- 1841–1862: Franz Luck
- 1863–1870: Wilhelm Otto van Calker
- 1870–1873: Heinrich Bang
- 1874–1881: Carl Friedrich August von Albert
- 1881–1891: Caspar Baur
- 1891–1902: Joseph Fluthgraf (1896 Oberbürgermeister)
- 1903–1931: Ludwig Poppelbaum
- 1931–1933: Emil Nohl
- 1933–1945: Otto Borgers

### Die Bürgermeister seit 1945
- 1945: Jean Groos
- 1945: Wilhelm Groos
- 1946–1947: Anton Ebert (CDU)
- 1947–1948: Paul Körner (CDU)
- 1948–1952: Ewald Fournell (CDU)
- 1952–1956: Helmut Berckel (CDU)
- 1956–1966: Kurt Kräcker (SPD)
- 1967–1969: Willi Nakaten (SPD)
- 1969–1979: Günther Detert (CDU)
- 1979–1984: Wilhelm Schneider (SPD)
- 1984–1989: Volker Haubitz (CDU)
- 1989–1994: Wilhelm Schneider (SPD)
- 1994–1999: Bernhard Gründken (SPD)
- 1999–2004: Jörn Schroh (CDU)
- seit 2004: Ulrike Westkamp (SPD)

## Ehrenbürger

### Ehrenbürger
- 1895: Fürst Otto von Bismarck (* 1815; † 1898), Preußischer Ministerpräsident und erster Kanzler des Deutschen Reiches
- 1914: Georg Freiherr von Rheinbaben (* 1855; † 1921), Regierungspräsident in Düsseldorf, preußischer Innenminister und Finanzminister, Oberpräsident der Rheinprovinz, Freund und Förderer der Stadt Wesel
- 1917: Paul von Hindenburg (* 1847; † 1934), Generalfeldmarschall und Reichspräsident von 1925 bis zu seinem Tode
- 1926: Moritz Schneemann (* 1836; † 1930), langjähriger Stadtverordneter und Beigeordneter der Stadt Wesel
- 1929: Karl Neuhaus (* 1838; † 1931), Beigeordneter und Ratsherr der Stadt Wesel
- 1931: Ludwig Poppelbaum (* 1866; † 1940), Bürgermeister der Stadt Wesel von 1903 bis 1931
- 1951: Josef Janßen (* 1881; † 1966), Pfarrer an St. Mariä Himmelfahrt in Wesel, Dechant, Päpstlicher Hausprälat, Domkapitular und bischöflicher Kommissar für den Niederrhein
- 1952: Johannes Boelitz (* 1868; † 1959), Pfarrer am Willibrordi-Dom von 1918 bis 1933 und Autor von Schriften zur Lokalgeschichte
- 1966: Franz Etzel (* 1902; † 1970), Bundesfinanzminister und Vizepräsident der Montan-Union
- 1976: Karl-Heinz Reuber (* 1906; † 1982), Stadtdirektor von Wesel vom 1. April 1950 bis 30. November 1970, „Hauptmotor und größter Schrittmacher des Wiederaufbaus“
- 1995: Hans Tienes (* 1906; † 2004), Unternehmer und Kulturförderer
- 2006: Wilhelm Schneider (* 1926; † 2007), Politiker, unter anderem ehemaliger Bürgermeister Wesels
- 2012: Krzysztof Hećman (* 1960), Bürgermeister von Wesels Partnerstadt Kętrzyn, Förderer der Städtepartnerschaft und des Jugendaustauschs zwischen beiden Städten
- 2016: Ernest Kolman (* 1926; † 2021), ehemaliger jüdischer Bürger Wesels (1938 nach England geflohen) mit Verdiensten um die Erinnerungs- und Versöhnungsarbeit

Am 4. April 1933 erhielt auch Adolf Hitler „für seine Verdienste für Volk und Vaterland“ die Ehrenbürgerwürde Wesels, die durch einstimmigen Beschluss des Stadtrates am 13. September 1983 formell wieder aberkannt wurde. Zugleich wurde die Aberkennung der Ehrenbürgerschaft von Ludwig Poppelbaum während der NS-Zeit formell für nichtig erklärt.

### Ehrenringträger
Oft als Vorstufe zur Ehrenbürgerschaft verleiht die Stadt Wesel seit 1970 auch einen Ehrenring für besondere Dienste am Allgemeinwohl, der zuletzt im September 2000 zum bis dahin 25. Mal verliehen wurde.
- Zu ergänzen

## In Wesel geborene Persönlichkeiten
- Derick Baegert (≈1440–1515), bedeutender niederrheinischer Maler des Spätmittelalters
- Jan Joest (≈1455–1519), Weseler Maler
- Arnoldus Vesaliensis (≈1484–1534), Humanist
- André Wytinck van Wesel, oder Andreas Vesalius, Leibarzt Kaiser Karls V. und König Philipps II. von Spanien.
- Bartholomäus Bruyn der Ältere (1493–1555), bedeutender Porträtist
- Heinrich Bars genannt Olisleger (1500–1575), Rat und Kanzler des Herzogtums Kleve
- Friedrich Knebel († 1574), Lübecker Ratsherr und Admiral der Flotte im Dreikronenkrieg
- Reiner Solenander (1524–1601), Balneologe und Leibarzt Wilhelms des Reichen
- Laurenz von Brachum (* erstes Viertel d. 16. Jh. als Lauren(t)z Steynhower; † 1586), Baumeister, Architekt und Begründer der Lipperenaissance
- Tilemann Hesshus (1527–1588), lutherischer Theologe
- Johannes Olearius (1546–1623), lutherischer Theologe, Stammvater der Gelehrtenfamilie Olearius
- Elias Bomelius (* um 1540/42; † 1579), Arzt und Astrologe, der in England und Russland wirkte, von Iwan dem Schrecklichen in Moskau als „Magier“ hingerichtet
- Gottfried Schlüter der Ältere (1567–1637), lutherischer Theologe, Superintendent von Oldenburg
- Hans Lipperhey (≈1570–1619), Erfinder des Fernrohrs
- Johann Freitag (1581–1641), Mediziner, Professor in Groningen
- Peter Minuit (1585/94–1638), angeblicher Begründer von Neu-Amsterdam (New York)Peter Minuit (1585/94–1638), gilt als Begründer von Neu-Amsterdam (New York).

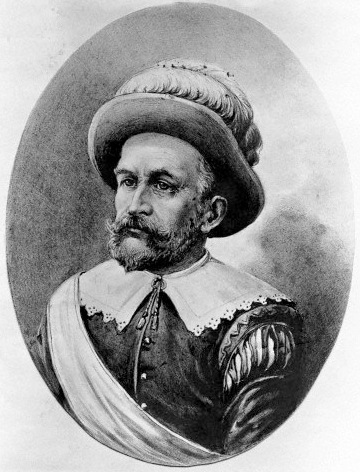
Peter Minuit (1585/94–1638), gilt als Begründer von Neu-Amsterdam (New York).

- Theodor Roos (1638–1698), Historien- und Porträtmaler
- Philipp Karl von Wylich und Lottum (1650–1719), preußischer Generalfeldmarschall
- Johann Arnold Nering (1659–1695), Kurfürstlich-Brandenburgischer Baumeister
- Isaak Jacob von Petri (1705–1776), Architekt, Erbauer des Berliner Invalidenhauses
- Friedrich Georg Christoph von Hellermann (1723–1794), Landrat des Kreises Fürstenthum in Hinterpommern
- Christian Rudolph Hannes (1734–1789), Mediziner
- Matthias Jorissen (1739–1823), reformierter Pfarrer und Kirchenliederdichter
- Johann Jakob von Horn (1776–1852), preußischer Generalmajor
- Theodor Gaude (1782–1835), Gitarrist und Komponist
- Johann Heinrich Achterfeld (1788–1877), katholischer Theologe, Professor und Herausgeber
- Johann Jakob Ewich (1788–1863), evangelischer Pädagoge
- Friedrich Bird (1791–1851), Psychiater und Medizinschriftsteller
- Friedrich Christian Eugen Baron von Vaerst (1792–1855), Offizier, später Schriftsteller und Gastrosoph
- Friederich Westermann (1792–1878), Landrat des Kreises Rees und Bürgermeister zu Emmerich
- Friedrich Wilhelm Bilefeldt (1794–1848), Offizier, später Landrat des Kreises Lechenich / Euskirchen
- Johann Friedrich Welsch (1796–1871), bedeutender Maler des 19. Jahrhunderts
- Adolf Brix (1798–1870), preußischer Mathematiker und Ingenieur
- Jakob Rigaud (1804–1861), Kaufmann und Politiker der Freien Stadt Frankfurt
- Wilhelm von Schmid (1806–1882), preußischer Generalmajor
- Heinrich von Rosenthal (1808–1865), PolitikerKonrad Duden (1829–1911), Förderer der einheitlichen deutschen Rechtschreibung und Gründer des gleichnamigen Wörterbuches.

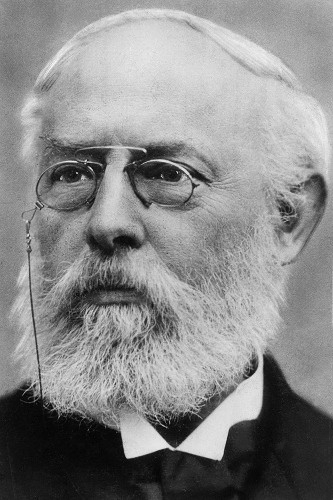
Konrad Duden (1829–1911), Förderer der einheitlichen deutschen Rechtschreibung und Gründer des gleichnamigen Wörterbuches.

- Karl Friedrich Hering (1818–1896), Konsistorialpräsident des westfälischen Teils des Evangelischen Kirche Preußens
- Josef Schex (1819–1894), Historien- und Genremaler der Düsseldorfer Malerschule
- Gustav von Szczepanski (1819–1900), preußischer Verwaltungsbeamter und Autor
- Egbert von Schorlemer (1824–1894), preußischer Generalmajor
- Heinrich von Knapp (1827–1904), Seifenfabrikant und Mitglied des preußischen Abgeordnetenhauses
- Hugo Lent (1827–1915), Architekt und Eisenbahnbaumeister
- Charles Feodor Welsch, Geburtsname Karl Friedrich Christian Welsch (1828–1904), Maler und Illustrator
- Gerhard Schneemann (1829–1885), Theologe und Kirchenhistoriker
- Konrad Duden (1829–1911), Förderer der einheitlichen deutschen Rechtschreibung
- Bernhard Lohmann (1830–1886), Militärgeistlicher und Schriftsteller
- Karl Hermann Peter von Thielen (1832–1906), Politiker
- Ludwig Hugo Becker (1833–1868), Maler, Zeichner und Radierer
- Albert Beckmann (1833–1922), Textilfabrikant, Politiker und Reichstagsabgeordneter
- Friedrich Geselschap (1835–1898), Historienmaler des späten 19. Jahrhunderts
- August Bagel (1838–1916), Unternehmer im Verlagsgeschäft und Druckwesen
- Albert von Derschau (1841–1915), preußischer Generalmajor
- Heinrich von Warendorff (1841–1915), preußischer Generalmajor
- Ludwig Müller von Hausen (1851–1926), Publizist und Verleger
- Hugo Schulz (1853–1932), Pharmakologe, Hochschullehrer, Geheimrat
- Heinrich Hart (1855–1906), Autor und naturalistischer Literatur- und Theaterkritiker
- Arnold Meyer (1861–1934), Theologe und Hochschullehrer
- Wilhelm Moritz Helten (1862–1932), Eisenbahningenieur
- Peter Craemer (1865–1943), Post- und Ministerialbeamter
- Wilhelm Schreuer (1866–1933), Maler
- Curt Liebich (1868–1937), Bildhauer, Professor, Ehrenbürger der Stadt Gutach (Schwarzwaldbahn)
- Paul von Gontard (1868–1941), Ingenieur und Industrie-Manager
- Willy Bang-Kaup (1869–1934), Turkologe, Anglist und Hochschullehrer
- Martin Boelitz (1874–1918), Schriftsteller
- Ferdinand Hestermann (1878–1959), Ordenspriester, Sprachwissenschaftler, Ethnologe
- Ernst Ziesel (1880–1946), Architekt
- Hans Adam (1883–1948), Marineoffizier und U-Boot-Kommandant
- August Asmuth (1884–1935), Politiker (Zentrum), Reichstagsabgeordneter
- Otto Lichtschlag (1885–1961), Offizier, Oberst i. G.
- Max Otto Luyken (1885–1945), Landwirt und Politiker (NSDAP)
- Friedrich Wilhelm Janssen (1887–1956), Manager der Friedrich Krupp AG
- Heinrich Brand (1887–1971), Regierungspräsident der Hohenzollernschen Lande
- Hugo ten Hövel (1890–1953), Politiker
- Maria Kahle (1891–1975), Schriftstellerin
- Alexander Löfken (1891–1971), Beamter
- Bernhard Schweitzer (1892–1966), Klassischer Archäologe
- Alfred von Gescher (1893–1979), Jurist, Landrat des Kreises Monschau, Präsident des Landesverwaltungsgerichts Münster
- Joachim von Ribbentrop (1893–1946), deutscher Außenminister von 1938 bis 1945
- Heinrich Nickel (1894–1979), Offizier, zuletzt Generalleutnant
- Otto Bräutigam (1895–1992), Jurist und Diplomat
- Artur Buschmann (1895–1971), Maler
- Ida Noddack, geb. Tacke (1896–1978), Entdeckerin des chemischen Elements RheniumIda Noddack (1896–1978), Entdeckerin des chemischen Elements Rhenium.

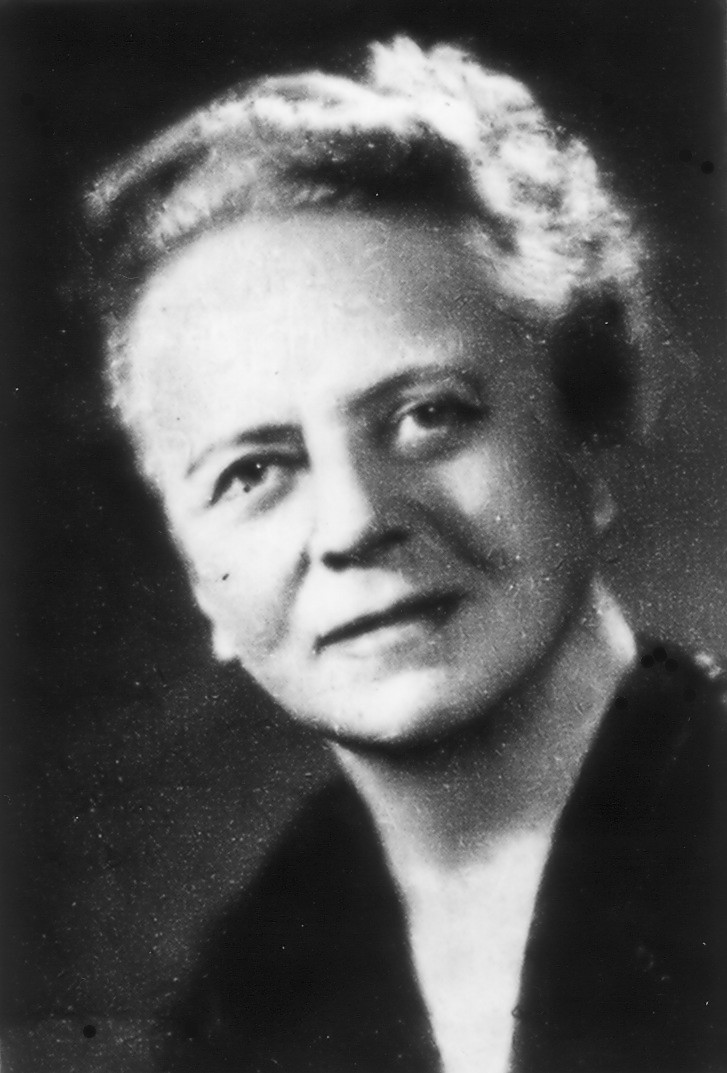
Ida Noddack (1896–1978), Entdeckerin des chemischen Elements Rhenium.

- Hermann Becks (1897–1962), deutsch-amerikanischer Zahnmediziner und Hochschullehrer
- Hilde Löhr (1897–1998), Fotografin
- Erich Schulte Mönting (1897–1976), Marineoffizier, Schiffskommandant, zuletzt Vizeadmiral im Zweiten Weltkrieg
- Theodor Gessel (1898–1993), Kommunalpolitiker und Unternehmer
- Erich Leyens (1898–2001), Kaufmann und Autor, der durch Widerstand gegen den „Judenboykott“ bekannt wurde
- Manfred Monjé (1901–1981), Sinnesphysiologe
- Franz Etzel (1902–1970), Bundesfinanzminister und Vizepräsident der Montan-Union
- Wolfgang Dehn (1909–2001), Archäologe
- Otto Pieper (1909–1944), Beamter der nationalsozialistischen Zivilverwaltung, Landrat im Landkreis Krummau im Reichsgau Sudetenland
- Ernst-Alfred Jauch (1920–1991), katholischer Journalist, Vater des Fernsehmoderators Günther Jauch
- Theodor Dams (1922–2013), Agrar- und Wirtschaftswissenschaftler, Hochschullehrer
- Walter Schmithals (1923–2009), Theologe
- Erich Klinge (1925–1998), Rechtsanwalt und Verbandsfunktionär
- Hannelore Greve, geb. Schulz (1926–2023), Unternehmerin und Mäzenatin
- Ernest Kolman, geb. Ernst Kohlmann (1926–2021), deutsch-britischer Zeitzeuge, Ehrenbürger der Stadt Wesel
- Friedrich Carl Trapp (1930–2020), Bauunternehmer
- Otti Pfeiffer (1931–2001), Schriftstellerin
- Heinz Robert Schlette (* 1931), Philosoph und Theologe
- Ludwig Müller (1932–2022), Leichtathlet
- Franz Müller-Heuser (1932–2010), Konzertsänger
- Heribert Beissel (1933–2021), Dirigent, Chorleiter und Hochschullehrer
- Wolfgang Dick (1936–2021), Notfallmediziner
- Dieter Schaub (* 1937), Unternehmer und Verleger
- Helmut Engel (1940–2020), Jesuit und Theologe
- Alfred Post (1942–2005), Rechtswissenschaftler
- Karl-Peter Winters (* 1944), Jurist, Ministerialrat und Verlagsmanager
- Klaus Prior (* 1945), deutsch-schweizerischer Künstler
- Lilo Friedrich (* 1949), Politikerin
- Jan Hofer (* 1950 im heutigen Stadtteil Büderich), ehemaliger TagesschausprecherJan Hofer (* 1950), ehemaliger Tagesschausprecher.

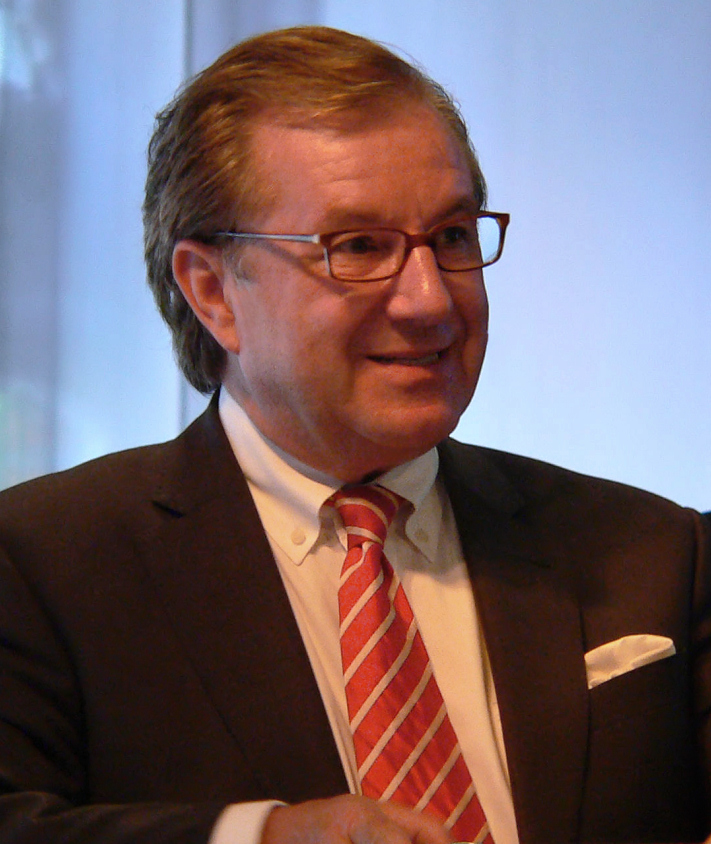
Jan Hofer (* 1950), ehemaliger Tagesschausprecher.

- Rainer Neu (* 1950), Theologe, Religionswissenschaftler und Soziologe
- Gerhard Raabe (* 1950), Chemiker und Hochschullehrer
- Michael Karas (* 1952), deutscher Wissenschaftler
- Burkhard Ducoffre (* 1954), Diplomat
- Peter M. Herzig (* 1954), Geologe, Geochemiker und Mineraloge
- Burkhard Landers (* 1956), Unternehmer und Verbandsfunktionär
- Sabine Boeddinghaus (* 1957), Politikerin (Die Linke)
- Manfred Berg (* 1959), Historiker und Hochschullehrer
- Uwe Ecker (* 1960), Jazz-Schlagzeuger
- Dieter Nuhr (* 1960), Kabarettist und KomödiantDieter Nuhr (* 1960), Kabarettist und Komödiant.
- Thomas Terstegen (* 1960), Diplomat
- Uwe Vengels (* 1960), Fußballspieler

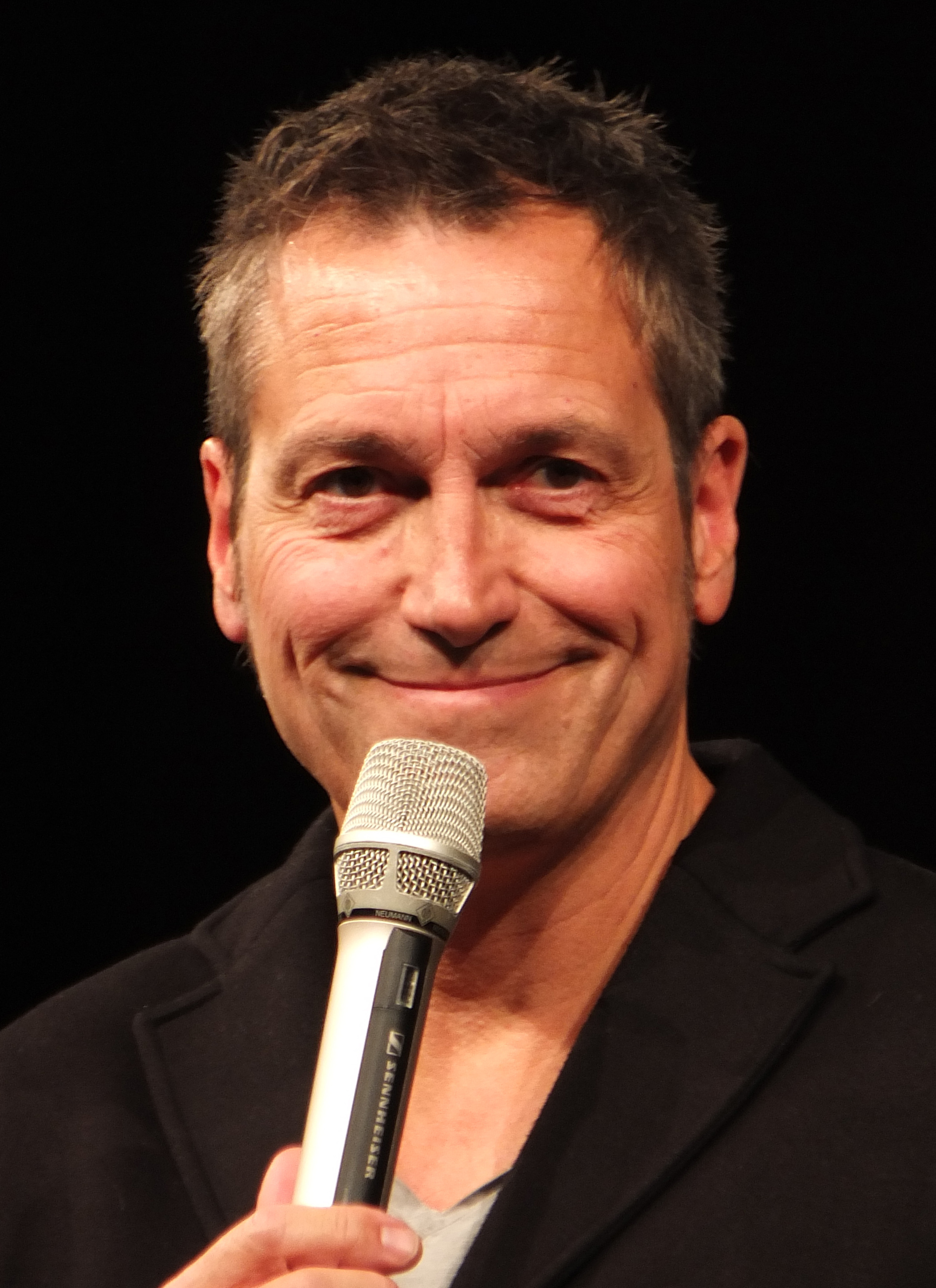
Dieter Nuhr (* 1960), Kabarettist und Komödiant.

- Ulrich Moennig (* 1961), Byzantinist, Neogräzist, Hochschullehrer
- Daniela Brückner (* 1963), Richterin und politische Beamtin
- Christoph Gerwers (* 1963), Bürgermeister von Rees
- Hermann-Josef Tenhagen (* 1963), Journalist
- Thomas Möllenbeck (* 1966), Priester und Theologe
- Anno Hamacher (* 1967), Jurist
- Andreas Geßmann (* 1968), römisch-katholischer Geistlicher, Weihbischof in Essen
- Andre Klump (* 1968), Professor für Romanistische Sprachwissenschaft an der Universität Trier
- Norbert Hoppermann (* 1969), Kirchenmusiker und Komponist
- Michael Möllenbeck (1969–2022), Leichtathlet und Olympiateilnehmer
- Martin Bambauer (* 1970), Kirchenmusiker
- Bernd Reuther (* 1971), Politiker (FDP)
- André Baeten (* 1974), Maschinenbauingenieur und Hochschullehrer
- Bodo Wißen (* 1974), Politiker (SPD)
- Ben Bernschneider (* 1976), Autor, Regisseur und Fotograf
- Oliver Uschmann (* 1977), Schriftsteller
- Alain Bieber (* 1978), deutsch-französischer Kulturmanager und Kurator
- Mareen Hufe (* 1978), Triathletin
- Aljoscha Brell (* 1980), Schriftsteller
- Bérénice Thom (* 1980), Juristin
- Elyasa Süme (* 1983), Fußballspieler
- Tristan Angenendt (* 1985), klassischer Gitarrist
- Max Blumentrath (* 1986), Jazzmusiker
- Dennis Kempe (* 1986), Fußballspieler
- Mirko Boland (* 1987), Fußballspieler
- Frederike Koleiski (* 1987), Leichtathletin
- Verena Münker, geborene van der Linde (* 1988), Dressurreiterin
- Tobias Kempe (* 1989), Fußballspieler
- Inka Wesely (* 1991), Fußballspielerin
- Jesse Weißenfels (* 1992), Fußballspieler
- Marcel Schröder (* 1995), Jurist und Bremer Politiker (FDP)

## Bekannte Einwohner und mit Wesel verbundene Persönlichkeiten
- Konrad Heresbach (* 1496; † 1576), Humanist und Prinzenerzieher am Hof des Klever Herzogs
- Friedrich Spee von Langenfeld (* 1591; † 1635), ab Herbst 1627 lehrte Spee am Kolleg in Wesel
- Wilhelm Hüls (* 1598; † 1659), reformierter Theologe
- Johann Heinrich Schmucker (* 1684; † 1756), reformierter Theologe
- Friedrich Wilhelm von Steuben (* 1730; † 1794) preußischer Offizier und US-amerikanischer General, reorganisierte Kontinentalarmee, war in Wesel stationiert
- Karl Georg Maaßen (* 1769; † 1834), preußischer Politiker, Mitinitiator des Deutschen Zollvereins, aufgewachsen in Wesel
- Gustav von Rauch (* 1774; † 1841), preußischer General der Infanterie und Generalinspekteur der preußischen Festungen, später Kriegsminister, ließ die Festung Wesel ausbauen
- Daniel Friedrich Eduard Wilsing (* 1809; † 1893), deutscher Komponist der Romantik, zwischen 1829 und 1834 Organist an der evangelischen Haupt- und Mathena-Kirche in Wesel
- August Willich (* 1810; † 1878), preußischer und amerikanischer Offizier, einer der Führer des Badischen Aufstandes, war in Wesel stationiert
- Mathilde Franziska Anneke (* 1817; † 1884), deutsche Schriftstellerin, Journalistin und Frauenrechtlerin, lebte in Wesel
- Fritz Anneke (* 1818; † 1872), preußischer und amerikanischer Offizier, Begründer des Kölner Arbeitervereins (Vorläufer der SPD), war in Wesel stationiert
- Edward Millard (* 1822; † 1906) war Direktor der österreichischen Bibelgesellschaft in Wien und baptistischer Geistlicher. Er verbrachte in Wesel seinen Lebensabend.
- August Kind (* 1824; † 1904), Architekt und Baubeamter der Reichspost, lebte und arbeitete von 1853 bis 1856 in Wesel als Baumeister
- Friedrich Ebert (* 1871; † 1925), Reichspräsident, absolvierte eine Sattlerlehre in Wesel
- Karl Straube (* 1873; † 1950), Organist am Willibrordi-Dom
- Hermann Ludwig Blankenburg (* 1876; † 1956), Deutschlands Marschkönig
- Hans Jauch (* 1883; † 1965), Oberst und Freikorpsführer, Vorsitzender des Kirchbauvereins für den Wiederaufbau von St. Martini zu Wesel
- Gerhard Storm (* 1888; † 1942), Priester, Märtyrer der katholischen Kirche. Er wirkte von 1913 bis 1920 als Kaplan in der St.-Martini-Gemeinde in Wesel
- Heinrich Schmitz (* 1890; † 1968), evangelischer Pfarrer und Mitglied der bekennenden Kirche
- Otto Pankok (* 1893; † 1966), Maler, Zeichner und Bildhauer
- August Oppenberg (* 1896; † 1971), Maler des Niederrheins und seiner Menschen, lebte in Wesel
- Erna Suhrborg (* 1910; † 1995), Malerin, lebte bis zu ihrem Tod in Wesel
- Heinz Luckenbach (* 1913; † 1985), Maler, Grafiker und Bildhauer, lebte ab 1979 in Wesel und starb in der Stadt
- Ingeborg ten Haeff (* 1915; † 2011), Malerin und Zeichnerin, wuchs in Wesel auf
- Heinz Bello (* 1920; † 1944), katholischer Märtyrer, Abiturient an der Staatlichen Oberschule für Jungen in Wesel
- Wolfgang Deurer (1934–2023), Architekt, Denkmalpfleger und Dombaumeister zu Wesel
- Inge von Bönninghausen (* 1938), Journalistin und Feministin, besuchte in Wesel das Gymnasium
- Rosa von Praunheim (* 1942), Regisseur und LGBT-Aktivist, verbrachte einen Teil seiner Kindheit in Wesel
- Eckehardt Knöpfel (* 1946), Publizist, Autor und Pädagoge; 1995–2003 Vorsitzender im Verband der Pädagogiklehrerinnen und Pädagogiklehrer
- Egon Ramms (* 1948), Bundeswehrgeneral, Abitur an der Staatlichen Oberschule für Jungen in Wesel[1]
- Ludger Jochmann (* 1952), Autor vorwiegend von Kinderbüchern, lebt in Wesel
- Gabriele Suhrborg geb. Saigge (* 1959), Künstlerin, lebt seit ihrer Geburt in Wesel
- Angelique Damschen (* 1967), deutsche Sängerin
- Dolly Buster (* 1969), tschechische Produzentin, Regisseurin, Schauspielerin, Ex-Pornodarstellerin und Autorin, lebt in Wesel
- Ansgar Schlei (* 1978), Kantor des Willibrordi-Dom